# The Red Rooster - Shake For Me
«The Red Rooster - Shake For Me» es un sencillo lanzado por Howlin' Wolf en 1962.
El sencillo fue en el mes de junio de 1961 con: Howlin' Wolf (voz, armónica), Johnny Jones (piano), Hubert Sumlin (guitarra), Willie Dixon (bajo) y Sam Lay (batería). Fue realizado en la discográfica Chess Records de Chicago.
Estaba compuesto por la canción «Little Red Rooster», de Willie Dixon, en el lado 'A' y «Shake for Me» en el 'B'.
- Datos: Q104177218